# Guariment
El guariment, guarició o curació és l'acte o procés de curar-se o del restabliment de la salut. Des d'un punt de vista físic, la curació és el procés pel qual les cèl·lules del cos regeneren i reparen o redueixen la mida d'una àrea danyada o de necròtics. La curació incorpora l'eliminació de teixit necròtic (demolició), i la substitució d'aquest teixit.
La substitució pot ocórrer de dues maneres:
- Per regeneració: les cèl·lules necròtiques se substituiran pel mateix teixit que hi havia originalment.

- Per reparació: el teixit danyat és reemplaçat per teixit cicatricial.

La majoria dels òrgans es curen amb una combinació d'ambdós mecanismes.

## Curació per regeneració
Per tal que una lesió es guareixi per regeneració, cal que el tipus de cèl·lula que va ser destruïda sigui capaç de replicar-se. La majoria de les cèl·lules tenen aquesta capacitat, tot i que hom creu que les cèl·lules del múscul cardíac i les neurones són dues excepcions importants.
Les cèl·lules també necessiten un marc de col·lagen al llarg de la qual créixer. Al costat de la majoria de les cèl·lules no hi ha ni una membrana basal o d'una xarxa de col·lagen feta pels fibroblasts que guiarà el creixement de les cèl·lules. Atès que la isquèmia i la majoria de les toxines no es destrueixen el col·lagen, que seguirà existint tot i que les cèl·lules que l'envolten estan mortes.

### Exemple de regeneració
La necrosi tubular aguda (NTA) en el ronyó és un cas en el qual les cèl·lules es curen completament per regeneració. La NTA es produeix quan les cèl·lules epitelials de la línia de ronyó són destruïdes, ja sigui per una manca d'oxigen (com en xoc hipovolèmic, quan el subministrament de sang als ronyons es redueix dramàticament), o per les toxines (com ara alguns antibiòtics, metalls pesants o tetraclorur de carboni).
Encara que moltes d'aquestes cèl·lules epitelials estan mortes, hi ha necrosi normalment irregular, cosa que significa que hi ha pegats de cèl·lules epitelials encara amb vida. A més, el marc de col·lagen dels túbuls roman intacte.
Les cèl·lules epitelials existents poden replicar, i, utilitzant la membrana basal com una guia, posteriorment, tornar el ronyó a la normalitat. Després que la regeneració és completa, el dany és indetectable, fins i tot amb el microscopi.

## Curació per reparació
La curació ha de passar per una reparació en cas de dany a les cèl·lules que no són capaces de regenerar (per exemple, el múscul cardíac o les neurones). A més, els danys a la xarxa de col·lagen (per exemple, els enzims o destrucció física), o el seu col·lapse total (com pot passar en un infart) causa la curació que tindrà lloc mitjançant la reparació.
Poc després de la lesió, es desencadena una cascada de curació de la ferida. Aquesta cascada se sol dir que tindrà lloc en tres fases: la inflamatòria, la proliferativa, i les etapes de maduració.
En la fase inflamatòria, els macròfags i altres cèl·lules fagocítiques maten els bacteris, desbridament dels teixits danyats i els factors químics d'alliberament, com les hormones de creixement que estimulen les cèl·lules epitelials dels fibroblasts i cèl·lules endotelials que formen nous capil·lars a migrar a la zona i dividir.
En la fase proliferativa, el teixit de granulació immadur que conté formes de fibroblasts gruixuts actius. Els fibroblasts produeixen ràpidament abundant col·lagen tipus III, que omple el defecte a l'esquerra per una ferida oberta. El teixit de granulació es mou, com una ona, des de la frontera de la lesió cap al centre.
Com teixit de granulació madura, els fibroblasts produeixen menys col·lagen i es tornen més prims en aparença. Comencen a produir el tipus molt més fort que el col·lagen. Alguns dels fibroblasts en miofibroblasts madurs que contenen el mateix tipus de l'actina en el múscul llis, que els permet als contractes reduir la mida de la ferida.
Durant la fase de maduració de la cicatrització de ferides, els vaixells de forma innecessària en el teixit de granulació s'eliminen per apoptosi, i col·lagen tipus III és en gran part reemplaçat per col·lagen tipus I que originalment va ser desorganitzat té vincles creuats i alineats al llarg de les línies de tensió. Aquesta fase pot durar un any o més. En última instància una cicatriu de col·lagen, conté un petit nombre de fibroblasts que queden.
El procés de cicatrització d'una incisió comuna implica una seqüència orquestrada d'esdeveniments en el temps estàndard, a partir d'un coàgul a les 0 hores, la invasió de neutròfils de 3 a 24 hores, i en les bases de mitosi epitelials de 24 a 48 hores. Després d'aquest punt, la curació segueix el procediment anteriorment esmentat.